# 有賀克彦
有賀 克彦（ありが かつひこ、1962年 - ）は日本の工学者。東京大学大学院新領域創成科学研究科物質系専攻教授、物質・材料研究機構ナノアーキテクトニクス材料研究センター特命研究員。

## 人物・経歴
松戸市生まれ。1981年千葉県立東葛飾高等学校卒業。1985年東京工業大学工学部卒業。1987年東京工業大学大学院理工学研究科修士課程修了。同年東京工業大学工学部生体理工学部助手。1990年工学博士、テキサス大学博士研究員。1992年新技術事業団超分子プロジェクト・グループリーダー。1998年奈良先端科学技術大学院大学物質創成科学研究科助教授。2001年科学技術振興事業団相田ナノ空間プロジェクト・グループリーダー。2004年物質・材料研究機構物質研究所超分子グループ・ディレクター、超分子グループ・リーダー。2007年国際ナノアーキテクトニクス研究拠点主任研究者。2017年東京大学大学院新領域創成科学研究科物質系専攻教授。2023年物質・材料研究機構ナノアーキテクトニクス材料研究センター特命研究員。

## 受賞
王立化学会フェロー(2013)、トムソン・ロイター世界で影響力のある科学者(2014)、Langmuir Lectureship Award(2019)、日本化学会賞(2021)。Science and Technology of Advanced Materials The Best Paper Award(2021)。